# Mijanès
Mijanès is een gemeente in het Franse departement Ariège (regio Occitanie) en telt 93 inwoners (2009). De plaats maakt deel uit van het arrondissement Foix.

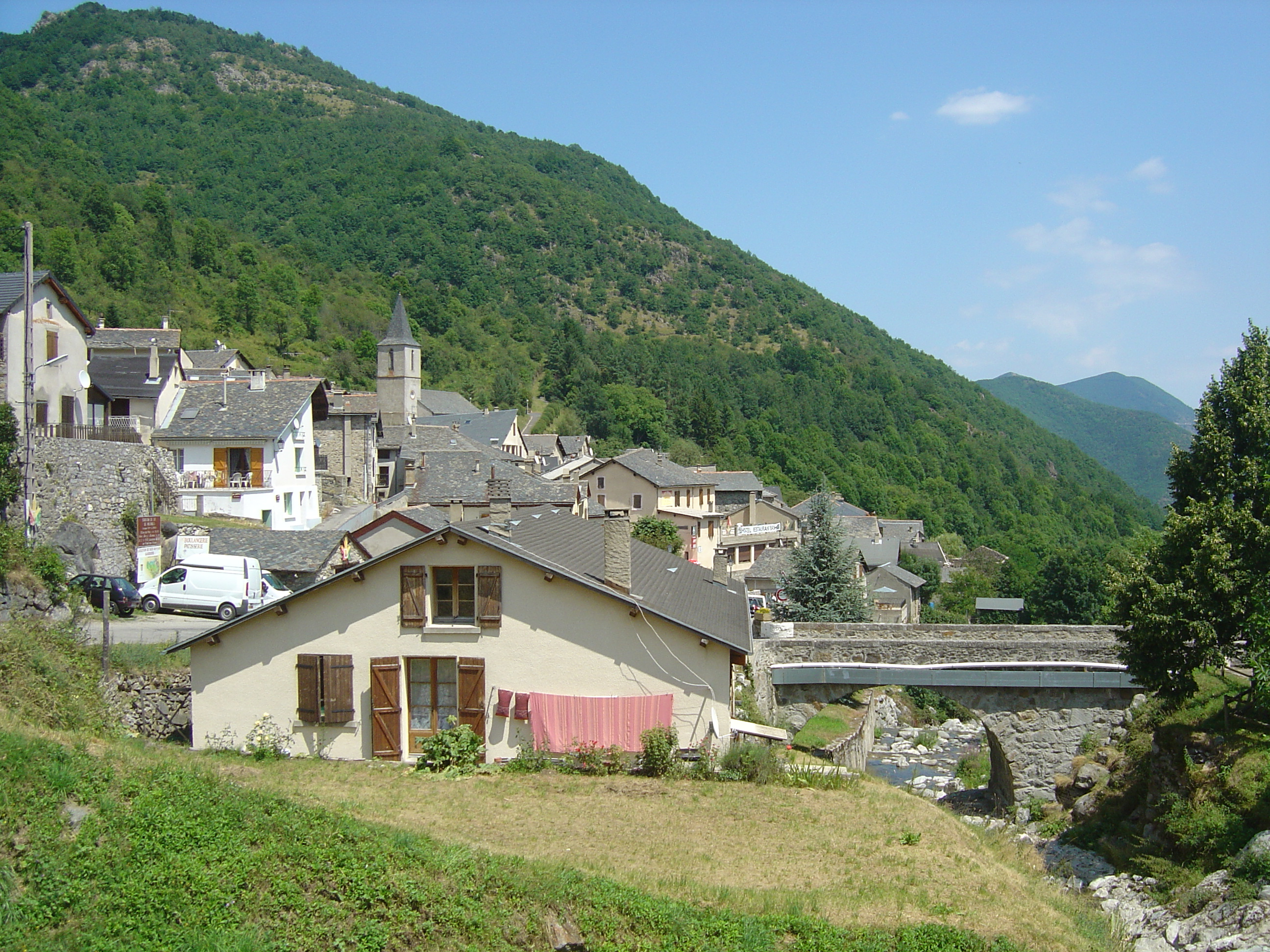
Mijanès
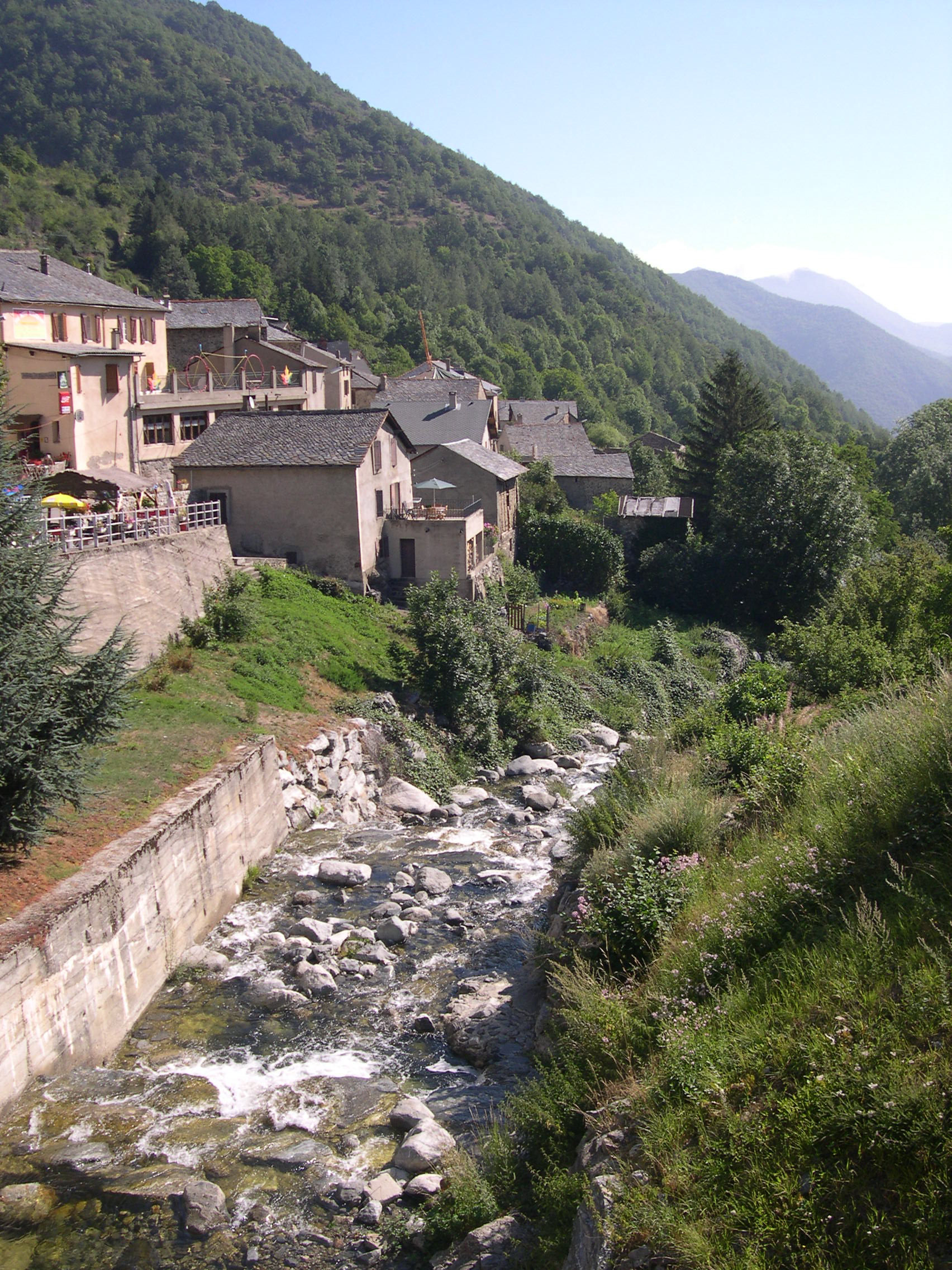
Mijanès
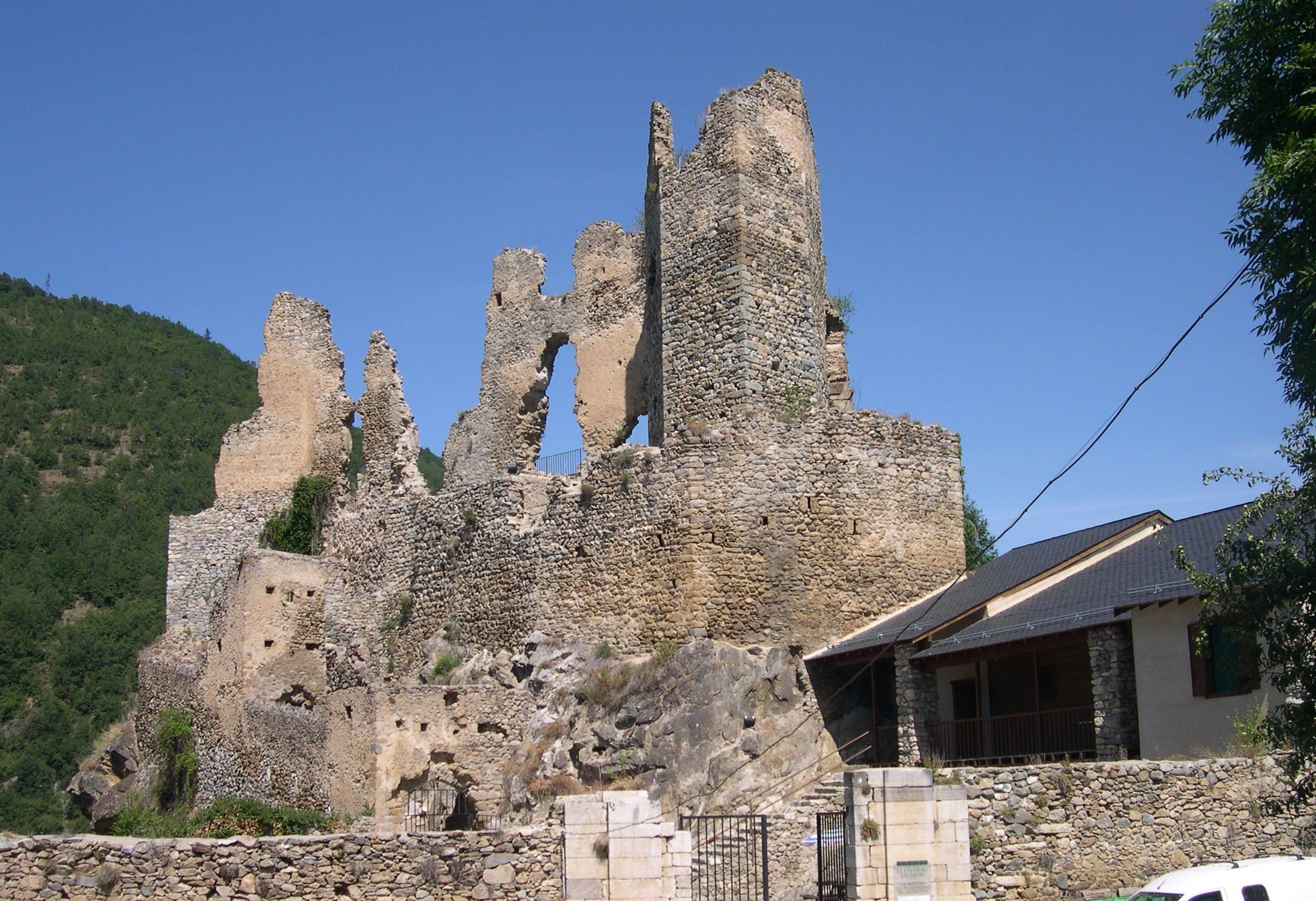
Kasteel van Usson

## Geografie
De oppervlakte van Mijanès bedraagt 39,5 km², de bevolkingsdichtheid is dus 2,4 inwoners per km².
De onderstaande kaart toont de ligging van Mijanès met de belangrijkste infrastructuur en aangrenzende gemeenten.

## Demografie
Onderstaande figuur toont het verloop van het inwonertal (bron: INSEE-tellingen).

Vanwege een beveiligingsprobleem met de MediaWiki Graph-software is het momenteel niet mogelijk deze grafiek weer te geven. Zodra de software is bijgewerkt zal de grafiek vanzelf weer zichtbaar worden.